# نيومكسيكو
نيو مكسيكو (بالإنجليزية: New Mexico)، (بالإسبانية: Nuevo México)، (بلغة نافاهو: Yootó Hahoodzo)، هي ولاية تقع في المنطقة الجنوبية الغربية من الولايات المتحدة. وقد أدخلت في الاتحاد في 6 يناير 1912 لتكون الولاية السابعة والأربعين. وعادة ما تعتبر ضمن الولايات الجبلية. وتأتي نيو مكسيكو في المرتبة الخامسة حسب المساحة، وترتيبها السادس والثلاثين من حيث عدد السكان، وهي صاحبة سادس أقل كثافة سكانية بين الولايات الأمريكية الخمسين.
سكنت قبائل الأمريكيين الأصليين المنطقة منذ آلاف السنين قبل الاستكشاف الأوروبي، واستعمرها الإسبان في 1598 لتدخل ضمن نيابة إسبانيا الجديدة. أصبحت لاحقا جزءا من المكسيك المستقلة قبل أن تصبح إقليما داخل الولايات المتحدة بعد الحرب المكسيكية الأمريكية. نيو مكسيكو بها أعلى نسبة من السكان ذوي أصل إسباني في الولايات المتحدة، بما في ذلك أحفاد المستعمرين الإسبان الذين عاشوا في المنطقة لأكثر من 400 سنة ابتداء من 1598. وبها ثاني أعلى نسبة من الأمريكيين الأصليين بين السكان بعد ألاسكا، ورابع أعلى عدد من الأمريكيين الأصليين بعد كاليفورنيا وأوكلاهوما وأريزونا. القبائل الرئيسية في الولاية هي نافاهو، بويبلو، أباتشي. تشكلت ثقافة وديموغرافيا الولاية من خلال تأثيرات الإرث الإسباني والهندي وهو ما يظهر في علم الولاية. ألوان العلم القرمزية والذهبية مأخوذة من المعايير الملكية لإسبانيا، إلى جانب رمز الشمس القديم لقبائل زيان، وهي قبيلة ذات صلة بشعب بويبلو.
غالبا ما يعتقد أن نيو مكسيكو أو نويفو مخيكو بالإسبانية (وتعني المكسيك الجديدة) أخذت من أمة المكسيك. إلا أن المستكشفين الإسبان سجلوا هذه المنطقة باسم نويفو مخيكو في 1563، ومرة أخرى في 1581، عندما اعتقدوا خاطئًا أنها تحتوي على حضارات غنية لقبائل مكسيكا الهندية تماثل إمبراطورية الآزتيك. بقي الاسم مع الدهر، رغم أن المنطقة لا علاقة لها بالمكسيك أو قبائل مكسيكا. أما المكسيك، التي كانت جزءا من إسبانيا الجديدة، اعتمدت اسمها بعد قرون لاحقة في عام 1821، بعد أن نالت الاستقلال عن الحكم الأسباني. كانت نيو مكسيكو جزءا من الإمبراطورية المكسيكية المستقلة وجمهورية المكسيك الاتحادية لمدة 27 عاما، 1821 حتى 1848.

## تاريخ نيومكسيكو
يعد المكتشف الأسباني فرانسيسكو فاسكيز دي كورونادو أول من رحلوا لهذه الولاية للبحث عن الذهب وذلك في الفترة من 1540 إلى 1542. وقد تأسست أول مستعمرة إسبانية عام 1598 على يد الإسباني خوان دي أوناتي علي جانب نهر ريو جراند وقد حصلت الولايات المتحدة الأمريكية على معظم أراضي الولاية عام 1848 وذلك نتيجة الحرب المكسيكية الأمريكية وفي عام 1886 انتهت جميع الحروب مع الهنود الحمر وقبائل الأباتشي .

## الرياضة
يوجد في ولاية نيو مكسيكو نادي كرة قدم تأسس في البكيركي وهو نادي نيو مكسيكو يونايتد الذي يلعب حاليا في بطولة الدوري الأمريكي لكرة القدم

## معرض صور

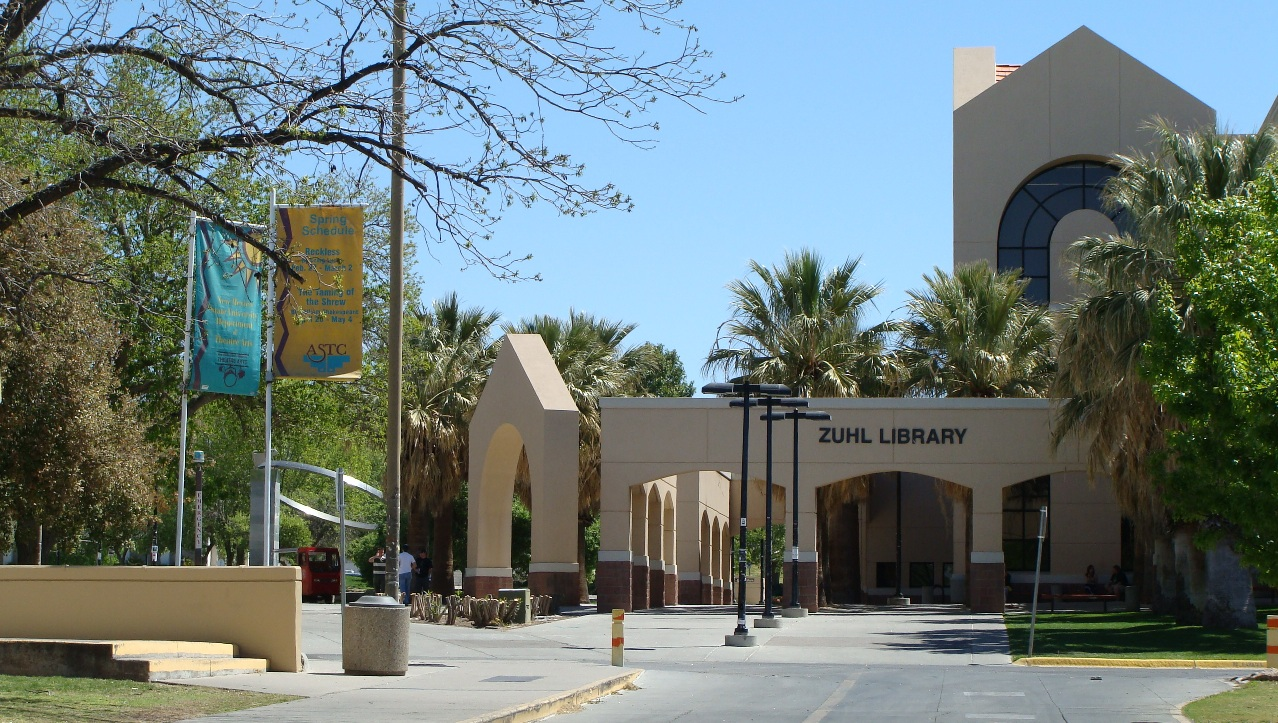
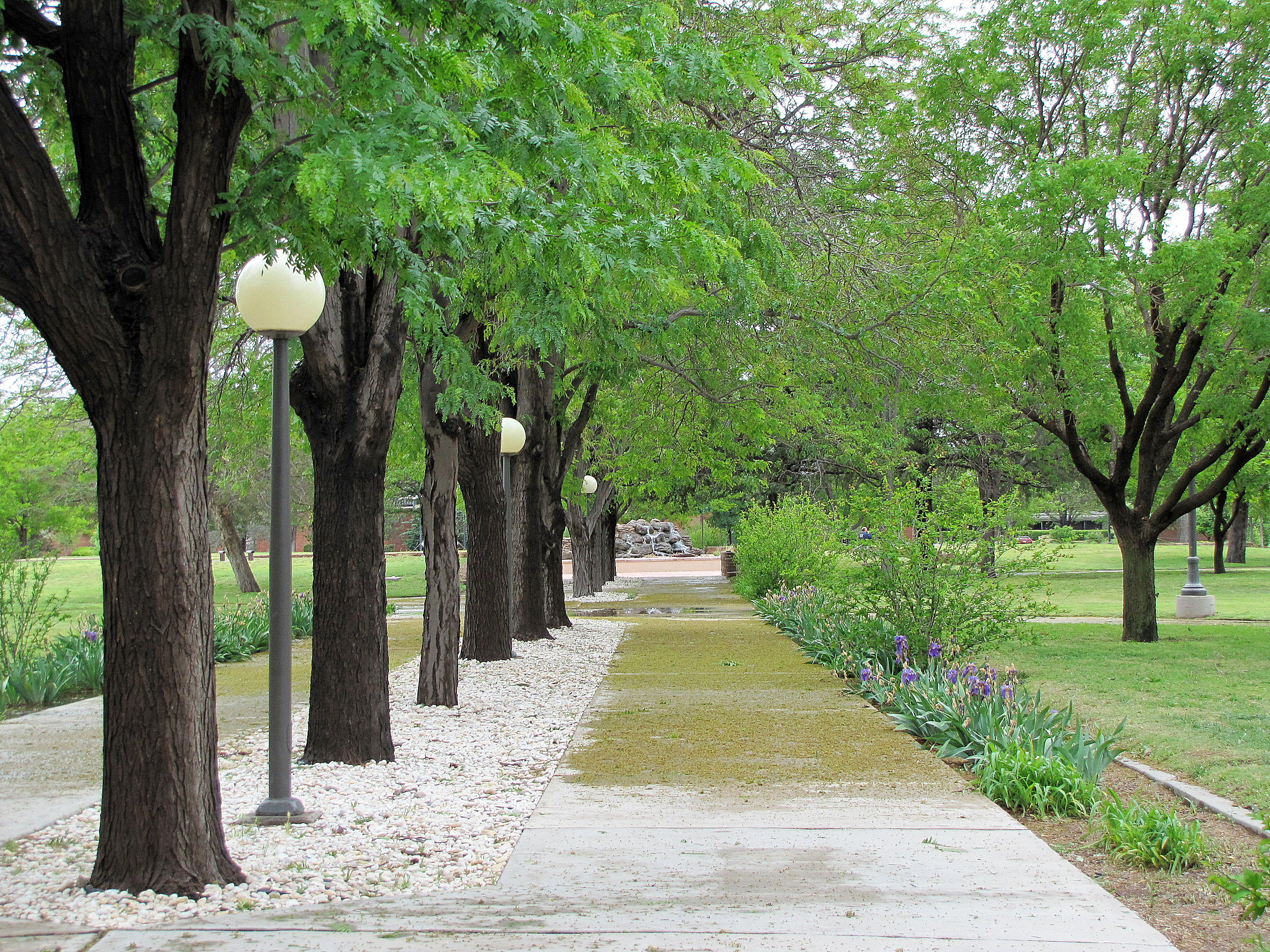
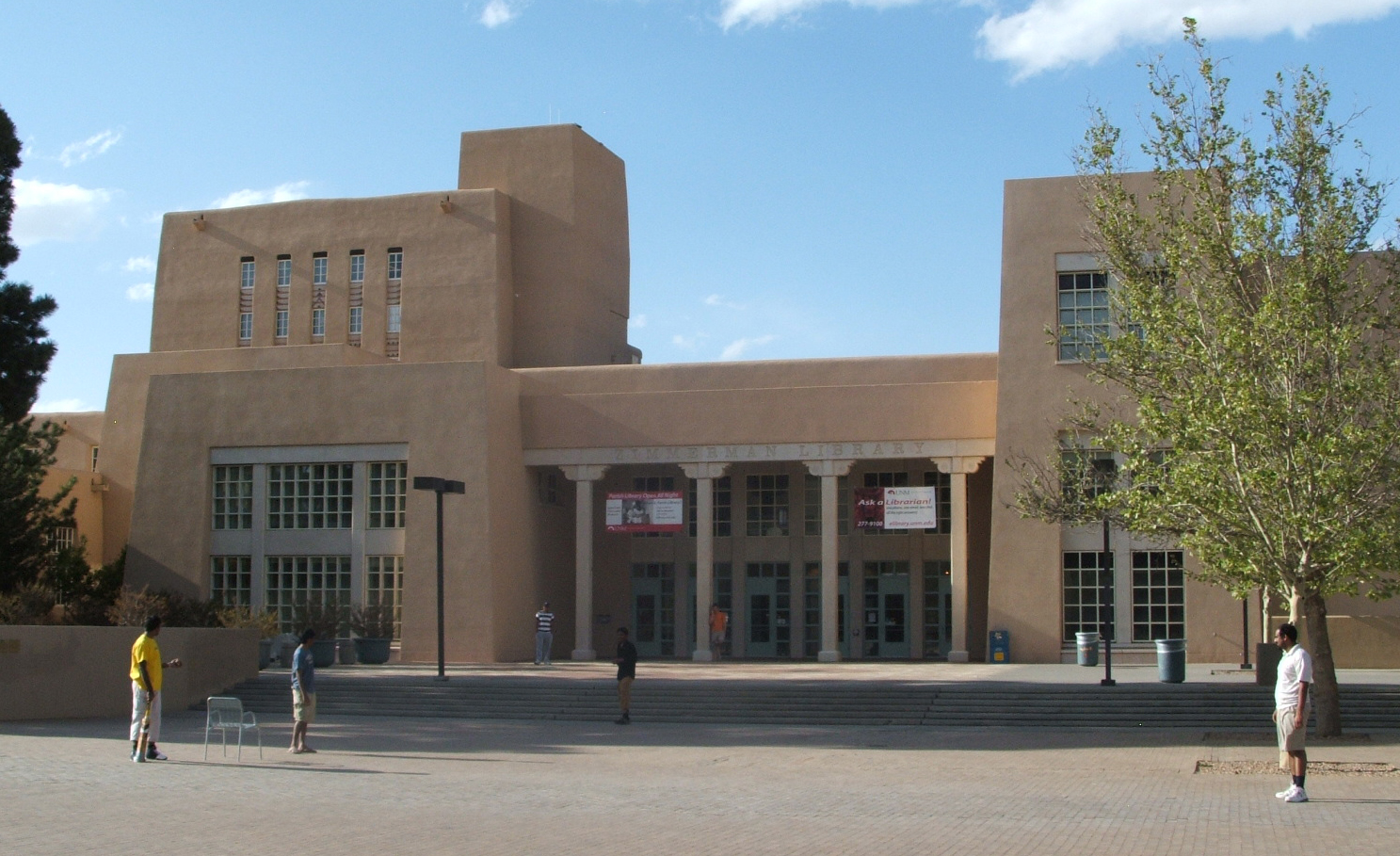

## وصلات خارجية
- الموقع الرسمي